# Cratere Taejin
Taejin  è un cratere sulla superficie di Marte.